# Roland Kökény
Roland Kökény (n. 24 octombrie 1975, Miskolc, Ungaria) este un caiacist ce a reprezentat Ungaria, medaliat olimpic. A participat la 3 ediții ale Jocurilor Olimpice (2000, 2004, 2012) în care a câștigat o medalie de aur.